# Jürgen Glowacz
Jürgen Glowacz (ur. 30 września 1952 w Kolonii) – niemiecki piłkarz grający na pozycji pomocnika.

## Kariera piłkarska
Jürgen Glowacz karierę piłkarską rozpoczął w Schwarz-Weiß Kolonia, w którym grał do 1971 roku. Następnie został zawodnikiem FC Köln, z którym odnosił największe sukcesy w karierze piłkarskiej: mistrzostwo Niemiec (1978), wicemistrzostwo Niemiec (1973), dwukrotnie zdobył Puchar Niemiec (1977, 1978) oraz dotarł do finału Pucharu Niemiec 1972/1973. W 1977 roku doznał poważnej kontuzji, a poza tym trener Kozłów – Hennes Weisweiler rzadko wystawiał Glowacza do gry, w związku z czym został na pół roku wypożyczony do Werderu Brema. Po sezonie 1978/1979 przeniósł się do odwiecznego rywala Kozłów – Bayeru Leverkusen, w którym grał do 1982 roku. Następnie został zawodnikiem Viktorii Kolonia, w którym w 1985 roku zakończył piłkarską karierę. Łącznie w Bundeslidze rozegrał 253 mecze, w których zdobył 36 goli.

## Kariera reprezentacyjna
Jürgen Glowacz w latach 1975–1976 rozegrał 2 mecze w reprezentacji RFN B.

## Statystyki

### Reprezentacyjne
| Reprezentacja | Rok     | Mecze | Gole |
| ------------- | ------- | ----- | ---- |
| RFN B         | 1975    | 1     | 0    |
| RFN B         | 1976    | 1     | 0    |
| Łącznie       | Łącznie | 2     | 0    |

## Sukcesy
FC Köln
- Mistrzostwo Niemiec: 1978
- Wicemistrzostwo Niemiec: 1973
- Puchar Niemiec: 1977, 1978
- Finał Pucharu Niemiec: 1973

## Po zakończeniu kariery
Jürgen Glowacz po zakończeniu kariery piłkarskiej, w 1996 roku wraz z Klausem Pabstem założył „taxofit 1. Jugend-Fußball-Schule Köln“. W okresie od 14 czerwca 2004 roku do 13 listopada 2011 był wiceprezesem FC Köln, gdzie był uważany za bliskiego powiernika ówczesnego prezesa Kozłów – Wolfganga Overatha. Był także do upadłości dyrektorem zarządzającym firmy, zajmującą się produkcją i sprzedażą odtwarzaczy DVD, telewizorów oraz elektrycznych artykułów kuchennych.

## Życie prywatne
Jürgen Glowacz ma syna Manuela (ur. 1987), który również jest piłkarzem.